# 森林小學
森林小學（簡稱森小）是基於人本教育的理念學校。開創之初是由教育改革者、家長，教師和學者，為實現其以人為本的教育理想，在人本教育基金會策劃下建立的一所實驗性另類教育。中華民國在解嚴之後在政治、言論自由、集會自由上皆大為進步，但是國民教育之教育體制存在諸多弊病，1994年興起台灣數個民間團體號召大批民眾走上街頭推動教改大遊行活動，由於這股教育改革浪潮，並在教育部與社會輿論關注，籌辦初期亦遭遇諸多困難，政府不承認學校，多次計劃取締，但在創辦者教改理念堅持下終於創建成立，使得森林小學成為台灣民間第一所靠理念辦學的私人學校。
森林小學是以人文與自然理念辦學的學校，並非是四周都是「森林」的學校。擁有這樣理念，即使是在在都市公園裡辦學校亦是森林小學。現在獲得社會廣泛認識，已成為理念辦學代名詞，諸多極力改革的國立學校紛紛自稱「森林小學」。亦影響到中國大陸、香港，近年出現以坚持人文理念立校的示範學校。

## 歷史

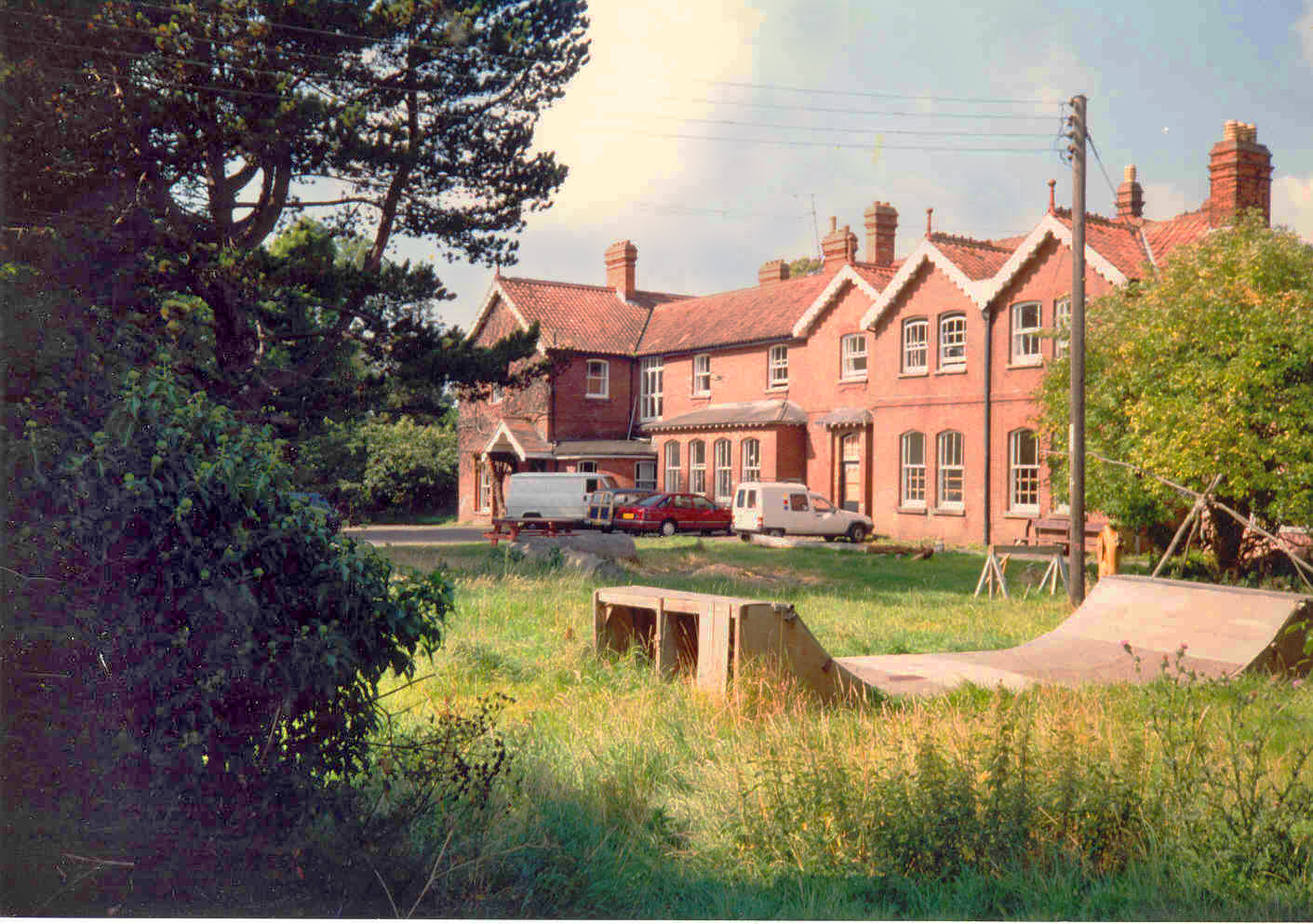
夏山學校

1975年，宜蘭的小學老師陳清枝等人興起創辦台灣的「夏山學校」辦學念頭，組成芝山教學文化服務團以召集結合志同道合人士。1984年，陳清枝與另外七位股東所購置宜蘭野有山莊作為籌建森林小學營地，以夏令營活動方式利用寒假、暑假期間進行課程實驗教學活動。1988年，在陳清枝與戴招元支持並遊說，成立「森林小學教育基金會籌備處」，1989年，陳清枝辭去教職投入人本教育基金會，積極進行設校準備工作。
正好1989年成立的人本教育基金會正在在推動台灣教育改革，該機構在接獲許多家長反應許多教育的弊端現象，如僵化的教材、填鴨式教育、升學壓力的惡補、體罰、功利主義色彩，並開始進行教育「正常化」。1988年10月人本教育促進會起初與官方體制內的學校合作方式，在台北市大直國中試辦「人本教育實驗班」，卻因未能通過臺北市政府教育局核准而失敗。相比之下，英國的教育制度同樣偏重於智育發展，在夏山學校的成功模式逐漸影響了教育改革的方向，於是基金會改以民間力量推行教育改革，最初在陳清枝與戴招元的接洽下開始籌辦，後由人本教育基金會執行董事史英、執行長朱台翔等人的主持籌畫整個計畫，起初經費極為拮据並引起社論譁然，但在創辦者堅持理念之下，終於創建森林小學，並後來產生的種籽學苑 （原毛毛蟲學院）、全人實驗高級中學等實驗學校等亦是理念相近之學校。
在1989年人本教育基金會正式向教育部立案。1990年，陳清枝在長久壓力與辦學理念不合情況下退出，後來由朱台翔和黃武雄繼續主持整個計畫。1990年3月人本教育基金會籌設 「森林小學期前教學研究計劃」，在臺北縣林口鄉正式創辦“森林小學”，並由朱台翔擔任森林小學校長。

## 教育理念
從小學、中學到大學的教育體制，雖然教育部三令五申各學校要以五育（德智體群美）發展均衡發展，而且教學正常化政策禁止體罰、參考書、補習。但是大部分學校還是沒有徹底的貫徹，仍以發展智育為主，以升學為主目的，而忽略了其他方面的發展。夏山學校所強調的是「愛、自由、生命」，而森林小學的理念與相近，強調身心發展。森林小學宗旨是為了實現以人為本的教育理想，並提供家長、教師、學者及社會人士可以共同參與教育孩子的機會。
基本理念：
1. 孩子需擁有較大彈性空間及時間，以供內心反省與思考空間。
2. 孩子必須真正受到尊重、關愛、瞭解、鼓勵，以獲得自信、自重、自愛。
3. 必須啟發孩子學習的興趣與動機，使學習成為自發的事。
4. 孩子必須學習獨立自主，擴展生活經驗。
5. 教學形態上必須突破傳統流於教條與機械的背頌、抄寫等僵硬的方式。
6. 教師必須具有一定的素質與人格特質，發展尊重人的教育方式。

## 上課時間
全日寄宿制，週一到週五上午9：50-12：10，下午1：30-3：10，周五下午回家。上午主要是術科學習，下午是體育藝術等科目。學校經常舉辦特別週的活動，例如開學週、學期主題週、運動周﹑遊泳周﹑旅行教學周、結業週 。

## 教學課程
理想上是要在不體罰的教學方式，還要能讓學童維持求知的熱情，引發孩子的學習興趣。
學科科目除了一般學校的國語、數學、自然、音樂、體育、英文（高年級）、美術，另外還有較為特別的有人文地平線（社會課）、生命的展現（健康教育）、肢體活動（戲劇與舞蹈）等課程，教學基本上採用教育部頒訂教材，但「實質」上揚棄了許多部訂的教材。為了給予學生合適的人文學習歷程的環境，採取實物觀察、參觀訪問、旅行教學、課堂問答、研究討論、遊戲、故事、賞析、實驗、表演、或直接解說 。
在戶外教學方面，依課程的需要充分利用社會資源，參觀訪問博物館、科學館、美術展覽等機構組織，會依該學期的學期主題安排合適河流、森林等的場所進行旅行教學。每學期有長達一週旅遊教學與登山體能訓練等，台灣各地深入駐點學習的旅遊教學，學生在具體的情境中學習台灣史、認識台灣文化。例如走訪探索美濃反水庫的問題；體會魯凱族文化，爬上屏東舊好茶部落，；為了理解人類生活與河流的依存與發展，安排從淡水河逆流而上探尋基隆河的源頭；到日月潭了解建築師如何協助921災後部落造屋等 。 
簡列：
活動課程：根據學生的經驗﹑能力﹑興趣﹑需要而組織教材。

科目課程：教授教育部所頒定的國語﹑數學﹑社會﹑自然等。

核心課程：以學生最感興趣的一科為中心，其他學科環繞配合，鼓勵學生採用自我學習的方式進行。

潛在課程：重視一些「隱含的﹑未被期待的﹑不易發掘的﹑無法事前預計的」學習，校方會調整教學方法配合 。

## 教學方式
採取多元方式，包括實際觀察記錄﹑口語評量﹑由學生作業及作品中考核﹑設計評量以及由家長在家庭生活中觀察考核。七位學科老師早上八點至下午五點來學校﹑六位生活老師下午四點到晚上十點﹑一位資深生活老師從中午一點到晚上九點在校。每位教師均需做教學研究。
平常教學有生活會、寢室時間、談心時間、社團活動等，讓孩子學習自我管理及與人相處；每天的課餘時間有教師與學童進行個別教學及個別輔導。自由活動時會讓由孩子，安排規劃自主生活，培養主動學習習慣，並學習如何在生活壓力下調適身心。不以分數評定學生，每學期結束，老師們以詳實的文字描述，把每個孩子的學習狀況集結成一本《評量報告》，是包含孩子的知性學習、生活態度、待人接物等各種成長的全面記錄。

## 學校規模
全校名額六十五人，收生條件是6至11歲的學童，能適應寄宿生活的孩子，學費連住宿剛由每年十五萬台幣，人本基金會每年還要津貼部分開支 。每學期為期5個月，現有學生50餘位。

## 現況
現在森林小學的現址在新北市汐止區白雲山，校地是向汐止區公所租用。
森林小學起初草創校舍租借在林口鄉大南灣段嘉溪坑小段五二一地號，四周亦無所謂森林。該地為林東陽祖產地慷慨租借，但該地區為保護區，依規定不得擅自興建校舍，1992年台北縣政府發函令欲拆除，於是不得不另尋校地。當時在白雲國小廢校後改名碧雲分校並將產權歸汐止鎮公所，當時汐止鎮長為廖學廣，將本欲廢棄校舍作為民進黨幹部培訓之地慨然允諾租予，人本教育基金會作內部改裝後，接手廢校之汐止白雲國小碧雲分校。森林小學是寄宿學校，每位老師約授課並照料6至8名學生。所需費用來源大部分是「暫時」由家長「預繳學費」所支付，其餘經費仍需靠募款而來。

## 後續影響性
受到民間的森林小學風影響，體制內的教育也實驗性地作部分轉型。中華民國教育部在2000年時與南投縣政府敲定，清水、和興、千秋及內湖四所國小交由縣政府規劃，以原木材興建為別墅造型森林小學，縣政府計畫委託日籍教授負責，一年內完成建設。
 
但是，要將公立小學轉型森小仍存在有困難度。高雄市鼓山國小柴山分校，因面臨後續資源斷炊的窘境，打算放棄森小教學模式，回歸一般國小原有課程規畫。鼓山國小柴山分校1999年試辦森林小學，是高雄市第一所森小，該校強調開放教育，不以鐘聲來限制上下課，但如今卻因為缺乏輔導奧援及動力，校方已決定自2001年1月起配合週休二日制的來臨，回歸原有的課程安排及教學模式 。 

## 評論
正面的批評
1. 開啟中華民國（台灣）開放教育與教育改革的先例。中華民國的國小及國中為義務教育，為了改善僵化的教育體制，於是森林小學的創辦被視為「教育史上第一個民間興學的典範」。
2. 尊重家長教育選擇。對於有意讓孩子就讀森林小學的家長，森林小學先辦理說明會，使家長了解就讀森林小學可能面對的現實問題，再安排學生試讀，以了解學生是否適合就讀 [10]。
3. 森林小學收學生，對家長的要求非常高。來報讀的家長要先上「入學說明會」﹑參加「父母成長班」﹑然後才是學生試讀兩周。進了森小，每個學期起碼一次懇親會﹑有時多至兩到三次，每星期一次父母成長班﹑校長另外再輪流見每一位家長，學校其他老師也要學習和家長溝通[7]。
4. 強調以尊重學生主體的教育。在教學上不採用一般因材施教準則來區分兒童，甚至盡可能不做年齡的區分。傳統教育因受到國家教育部主導限制，難以實現以學生為主體的教育理想，森林小學採用易於適材適性之教學，教育較具自主性，因此能為學童打造不同之發展空間。
5. 解除現行班級單位。森林小學的教學包括每週的參觀活動，不只以教室為學習的空間，破除現行教育以班級為中心的方式，倡導個別化學習，同時小班小校，教師也較能照顧個別學生的差異。
6. 自我引導式的學習。森林小學教育著重在自我獨立學習思考，並且必須為自己學習結果負責，以別於傳統教育教師直接灌輸知識，易使學生缺乏獨立思考之能力。以道德教育為例，森林小學希望孩子在透過思想的啟發與感情的引導下獲得成長，故強調由孩子的親身經驗建立自己選擇的合理規律，此即「道德教育」 [9] 。
7. 學童的表現更為活潑積極。在自由自主的教學下，學童受到的管理箝制較少，外在表現上特別活潑、敏於觀察且好問好動，並且富有創造性。
8. 課程的選擇彈性而多元。森林小學的教學以自由、愛與尊重為信念，課程設計彈性而多元，低年級跟著級任老師學習，高年級則依自己的興趣選讀，通常只上半天課，下午為自由活動時間，在教師的輔導協助下自動自發的學習。此外，特別重視校外參觀活動，使學童接觸不同的環境及事物。除了教授學生聽﹑讀﹑寫，掌握學習工具，還著力培育人際的溝通互動[7] 。

負面的批評
1. 極為高昂的學費，常被批評是貴族教育。森林小學一年學費達三十萬元台幣（含學費，食宿，交通）[9]  ，即使是10天試讀費用亦要12,500元[5] 。因為缺乏政府補助，所有的經費都要自行負擔，加上森林小學的師生比為一比三，且在對於學生的投注上花費很大，故學費高昂，並非一般家長可以負擔的起。即使如此，學費只佔總支出的三分之二不到，其餘經費來自捐款。這正是另類辦學的矛盾，這對經濟弱勢的家長來說，就失去了選擇的機會；此外，課程的安排異於一般公立學校，曾有疑慮指出森林小學辦的是限於少數人資優教育，也是招致批評的地方。
2. 因為學生必須住宿，會犧牲部分家庭生活。森林小學的學生一週五天在校四夜住校，對於成長中的國小學童並非正常的生活方式，尤其6到12歲是人格成長的重要關鍵，而家庭教育對完整人格的培育也是不可缺少的。除非家庭情況異常，否則不應將父母教育子女的天職交付學校代理，更何況教育責任不應由學校單方擔負，這點值得家長深思。
3. 學校經費來源相當拮据。由於非學校型態實驗教育經費多半是自給自足，不像公立學校由政府負擔財政，或如私立學校由財團法人來支持經費，因此面臨經費不足的問題。在犧牲經濟來源（指政府的補助），設施亦已相對簡陋與樸素。
4. 社會接納程度未定、社會支援系統不足。森林小學缺乏政府各方面的支持，且開放性教育由於在台灣起步較晚，社會大眾支持與認同仍有待觀察，使得整個實驗教育呈現資源不足的窘境。
5. 學生來源流動率大。由於學生來源不固定，易造成「人員不足」與「人心浮動」的心態，使組織產生生存危機。尤其是在經濟不景氣，部分民間的開放性教育學校，在招生上就受到了影響。
6. 師資素質程度有良莠不齊疑慮。森林小學並不規定教師需要有教師執照，想成為森林小學教師者只需大學以上畢業資格，不需教育學分或師範院校相關背景，且接受過人本教育的訓練就可以擔任森林小學教師，森林小學強調真正的教育要由能夠不斷自我教育的人來實現[11]。但也因為教育人員任用往往不必具備教師資格，可能造成教師素質良莠不齊現象，另外，森林小學的教師雖有熱情，但是工作時間長且辛苦，而薪水又少，目前都是由有熱誠的人擔任教師，但是教師還必須住校，如此辛苦的工作，不見得每個人都可以久做，造成教師的流動率較高的情況。森小的老師平均做三年的時間，就撤職了[7] 。
7. 學生學籍與國中課程銜接的問題。原本森林小學剛成立的時候，學生並沒有被承認的學籍，後來森林小學的學籍寄在保長國小下，森林小學的學生才有了正式的學籍，可以順利升上國中。但目前體制外教育並沒有國中學校，所以就讀森林小學的學生必須面臨課程銜接的問題，以及孩子在民主、自然、以學生為中心的環境中長大，會自重自信，也尊重他人。但是當他們轉到體制內的學校，起碼初期會顯得格格不入；以上都是森林小學學生畢業後會面對到的問題。